# Italiens Grand Prix 1951
Italiens Grand Prix 1951 var det sjunde av åtta lopp ingående i formel 1-VM 1951.  

## Resultat
- 1 Alberto Ascari, Ferrari, 8 poäng
- 2 José Froilán González, Ferrari, 6
- 3 Felice Bonetto, Alfa Romeo[5], 2
- = Nino Farina, Alfa Romeo[5], 2+1
- 4 Luigi Villoresi, Ferrari, 3
- 5 Piero Taruffi, Ferrari, 2
- 6 André Simon, Gordini (Simca-Gordini)
- 7 Louis Rosier, Ecurie Rosier (Talbot-Lago-Talbot)
- 8 Yves Giraud-Cabantous, Yves Giraud-Cabantous (Talbot-Lago-Talbot)
- 9 Franco Rol, Osca

### Förare som bröt loppet
- Juan Manuel Fangio, Alfa Romeo (varv 39, motor)
- Maurice Trintignant, Gordini (Simca-Gordini) (29, motor)
- Robert Manzon, Gordini (Simca-Gordini) (29, motor)
- Louis Chiron, Ecurie Rosier (Talbot-Lago-Talbot) (23, tändning)
- Pierre Levegh, Pierre Levegh (Talbot-Lago-Talbot) (9, motor)
- Jacques Swaters, Ecurie Belgique (Talbot-Lago-Talbot) (7, överhettning)
- Nino Farina, Alfa Romeo[6] (6, motor)
- Johnny Claes, Ecurie Belge (Talbot-Lago-Talbot) (4, oljepump)
- Emmanuel de Graffenried, Alfa Romeo (1, kompressor)
- Chico Landi, Chico Landi (Ferrari) (0, transmission)

### Förare som ej startade
- Reg Parnell, BRM (motor/växellåda)
- Ken Richardson, BRM[7] (felaktig licens)
- Hans Stuck, BRM[7] (motor/växellåda)
- Rudi Fischer, Ecurie Espadon (Ferrari) (olycka)